# 이비 (가수)
조은별(이비, 1982년 6월 23일 ~ )는 대한민국의 전직 아이돌 가수이자, 현직 트로트 가수이며, 세컨드 멤버이다.

## 생애
3인조걸 그룹 LUV의 멤버로서 2002년 1집 앨범《Story Orange Girl》을 통해 연예계에 본명으로 데뷔하였다.
LUV와 JTL의 `A Better Day` 피처링 등으로 왕성히 활동하던 조은별은 이후 뮤지컬 배우로 변신,
`그리스`의 여주인공 샌디, `러브인 카프치노` `오즈의 마법사` `오디션` `뮤직 인 마이 하트` `요덕스토리` 등 다수의 작품을 소화했다.
이승철의 `말리꽃`을 만든 작곡가 이은상의 노래 `설리이야기`를 비롯해 LUV의 멤버였던 전혜빈이 참여한 `오렌지 선샤인` 등 총 5곡이 수록됐지만 현재는 들을수없는 상태이다. 2018년 트로트 걸그룹 세컨드 멤버로 합류하였다.

## 학력
- 계원예술고등학교
- 한성대학교 의류패션산업학